# Margall italià
Margall italià (Lolium multiflorum) és una herba poàcia del gènere Lolium nativa de l'Europa de clima temperat.
És una planta herbàcia anual o biennal que es cultiva per ensitjar i per farratge. també es planta ornamental i està naturalitzada a gran part del món.
De vegades se la considera una subespècie de Lolium perenne. És planta hoste del virus de les plantes fulle groga del blat a Europa.

## Descripció
De color verd clar. El margall italià anual és idoni per la pastura directa anual mentre que el biennal es fa servir per prats polifítics (amb mescla d'espècies) plurianuals. La germinació és ràpida, en 5 a 7 dies. També es fa servir en camps de golf.